# Waschhaus (Houdelaincourt)

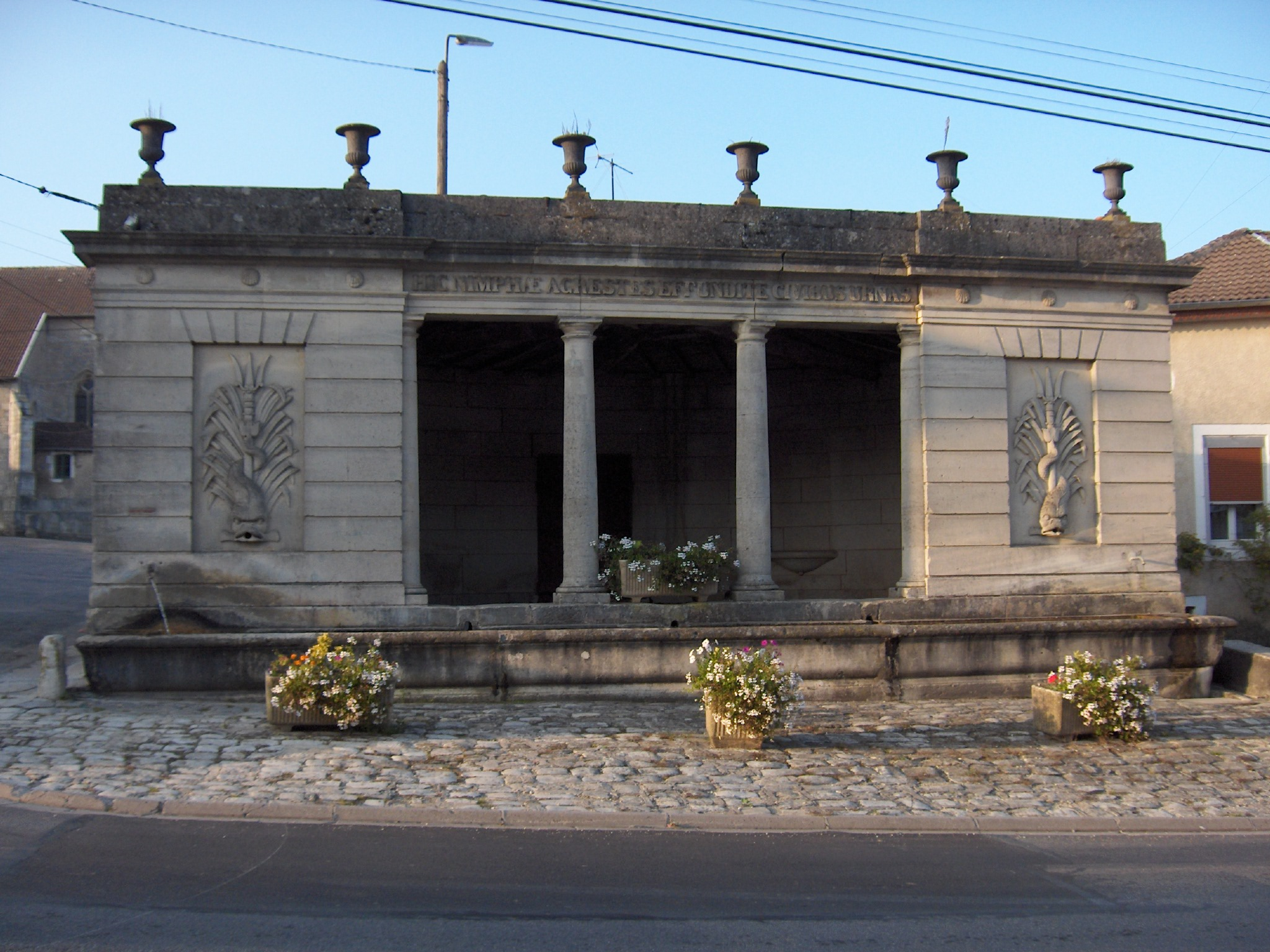
Waschhaus in Houdelaincourt

Das Waschhaus (französisch lavoir) in Houdelaincourt, einer französischen Gemeinde im Département Meuse in der Region Grand Est, wurde von 1848 bis 1851 errichtet. Das öffentliche Waschhaus an der Rue du Lavoir (früher Rue principale) steht seit 1988 als Monument historique auf der Liste der Baudenkmäler in Frankreich.
Das repräsentative Gebäude im Stil des Klassizismus, errichtet nach Plänen des Architekten Lerouge, ist ein halbrunder Bau mit einer Viehtränke an einer Außenseite. Das Waschhaus und die Viehtränke werden von einem Brunnen im Gebäude mit Wasser versorgt.
Die Schaufassade zur Straße mit vier Säulen an der breiten Öffnung wird von Reliefs mit Delphinen und Wasserpflanzen geschmückt. Auf dem flachen Dach stehen sechs steinerne Vasen. Die Inschrift über dem Architrav lautet: „HIC NYMPHAE AGRESTES ET FUNDITE CIVIBUS URNAS“.